# Societat Coral l'Ideal d'en Clavé
Societat Coral l'Ideal d'en Clavé, és una societat coral fundada el 1930 al districte de Nou Barris i una de les que tenen més presència en la vida cultural d'aquesta zona de la ciutat. Forma part de la Federació de Cors de Clavé.

## Història
Corria l'any 1930 quan aquest grup es va constituir. Llavors, el terme Nou Barris no existia i els espais que actualment ocupa el districte eren, en realitat, un conjunt de barriades acabades d'aparèixer on van sorgir diverses societats recreatives, esportives i culturals, com ara el Casinet de Vilapiscina, l'Ateneu Familiar Artístic i Cultural. Una de les barriades s'anomenà el Verdum. En aquest fou fundada el 20 d'abril del 1930 la Societat Cotal l'Ideal d'en Clavé, avui dia vigent i plena d'activitat.
La primera actuació sota la direcció del mestre Josep Donat tingué lloc el 7 de juny de 1930. La Coral ha tingut diversos directors: Josep Donat, Lluís Botey, Josep Voltes (pare), Miquel Termes i en Ricard Castells.
Aquest fou contractat pel llavors president de la Societat en Lluís Navarro i Negrié l'any 1949. El pare d'aquest -en Josep Navarro i Tomàs- fou un dels socis fundadors.
El mestre Castells va dirigir la Coral fins a l'any 1980 (any del seu traspàs). Seguí un bon lapse provisional en el qual aportà el seu entusiasme per mantenir l'activitat un dels cantors, en Francesc Yll.
L'any 1985 es va contractar com a nou director al mestre Josep Navarro i Solves (Jonasol), qui ensems del llavors president Macià Fusté, decidiren transformar la Coral en MIXTA,tal com segueix avui en dia.
Es feren harmonitzacions a 5 veus mixtes especials pels cantors disponibles (sopranos, alts, tenors I, tenors II i baixos),i La Coral assolí un reconegut encert d'interpretació.
El mestre Navarro deixà La Coral a principis del 1990. Seguiren diversos mestres: Emili de La Linde, Miquel Angel Arias,Josep Manuel Rio i Joan Cases.
Enguany
 la mestra directora és la Sra. Alelí Vázquez.
La Societat s'ha anat consolidant fins a arribar als nostres dies, en què té un reconeixement molt elevat dins de l'àmbit del cant coral. No tan sols és una de les associacions més veteranes del districte i de tota la ciutat, sinó que també constitueix, avui en dia, una de les entitats de Nou Barris que més treballa en favor de la difusió de la cultura, tant al Districte com arreu de Catalunya. La seva participació en nombrosos actes populars, en la Festa Major de Nou Barris i altres esdeveniments de caràcter lúdic i cultural, l'han convertit, sens dubte, en un dels punts de referència dins l'àmbit de la participació a Nou Barris.
Actuacions assenyalades: Activa participació en la Cavalcada Dels Reis.
Ofrena Floral anual a Santa Engràcia patrona del barri.
Cal esmentar que, dintre el si de La Societat Coral L'Ideal d'en Clavé es desenvoluparen (i segueixen enguany) La secció d'Escacs i L'Agrupació Sardanista, actualment coneguda pel seu Aplec de Tardor al Parc de La Guineueta.
El 2003 va rebre el Premi Nou Barris.
El 2004 va rebre la Medalla d'Honor de Barcelona.